# Sascha Höpfner
Sascha Höpfner (* 26. September 1970) ist ein ehemaliger deutscher Fußballspieler.

## Spielerkarriere
Sascha Höpfner spielte zu Beginn seiner Karriere bei der Amateur-Mannschaft von Hertha BSC. Mit dieser sollte er in der Spielzeit 1992/93 im DFB-Pokal für Furore sorgen, als er mit den Hertha-Bubis bis ins Finale einzog. Auf dem Weg dorthin wurden unter anderem Titelverteidiger Hannover 96 (4:3) und der Bundesligist 1. FC Nürnberg (2:1) bezwungen. Im Halbfinale musste die Mannschaft ins Berliner Olympiastadion ausweichen, da 56.540 Zuschauer die Partie gegen den Chemnitzer FC sehen wollten. Durch ein 2:1 sicherten sich die Amateure die Endspielteilnahme an selber Stätte. Im Finale gegen Bayer 04 Leverkusen stand Höpfner zunächst nicht in der Startelf, sondern wurde erst nach 73 Minuten für Oliver Schmidt eingewechselt. Vier Minuten später verlor er ein Kopfball-Duell gegen Ulf Kirsten, welcher dadurch das entscheidende 0:1 erzielte. Anders als seine Mitspieler aus dem Finale wie zum Beispiel Christian Fiedler, Carsten Ramelow und Andreas Schmidt gelang Höpfner der Sprung in die Zweitliga-Mannschaft von Hertha nicht.
Somit unterschrieb er 1994 einen Vertrag bei Kickers Emden. Mit den Kickers erreichte Höpfner 1994/95 und 1995/96 jeweils den vierten Platz in der drittklassigen Regionalliga Nord, womit zweimal der Aufstieg verfehlt wurde. In Emden konnte er sich allerdings nicht in der Stammelf etablieren.
1996 ging Sascha Höpfner zur SpVg Aurich, bevor er zum TuS Pewsum wechselte. Mit Pewsum stieg er von der Bezirksliga in die Landesliga und 2003 in die Niedersachsenliga auf. Dort konnte sich TuS jedoch nicht behaupten und stieg umgehend wieder ab. Im Sommer 2005 beendete Sascha Höpfner seine Spielerkarriere, um sich auf seine berufliche Laufbahn zu konzentrieren.